# Sergej Usačev
Sergej Usačev (15. prosince 1926, Brno – 8. prosince 1996, Bratislava) byl slovenský fyzik českého původu.

## Akademické úspěchy
Maturoval na gymnáziu v Martině v roce 1946. Přírodovědeckou fakultu SU ukončil v roce 1952. Od roku 1953 působil jako pedagog na Přírodovědecké a později Matematicko-fyzikální fakultě UK. Prošel cestou od asistenta až po děkana fakulty ( 1976–1980) a prorektora UK ( 1980–1983). Jako děkan Přírodovědecké fakulty stál v roce 1980 u zrodu Matematicko-fyzikální fakulty UK. Dlouhé roky byl ředitelem Ústavu fyziky a biofyziky Univerzity Komenského. Jméno prof. Usačeva zůstane navždy spojeno s katedrou jaderné fyziky, jejíž vznik v roce 1961 je z velké části jeho dílem. Na jejím čele stál plných 20 let a přispěl k započetí výchovy jaderných fyziků na Slovensku.
Plodná je jeho vědecko-výzkumná činnost. Bibliografie prof. Usačeva obsahuje 200 záznamů, jsou mezi nimi vysokoškolské učebnice, skripta, množství vědeckých prací, výzkumných zpráv i popularizačních článků. Zpočátku se věnoval studiu vlastností halogenových plynových GM počítačů, nejvýznamnější je však jeho přínos k rozvoji fyziky nízkých aktivit. Z této oblasti je i jeho doktorská disertace, kterou obhájil v roce 1977. Vedl mnoho výzkumných úkolů, orientovaných hlavně na výzkum znečištění životního prostředí radionuklidy.
Profesor Usačev dosáhl téměř všech ocenění vědecké i pedagogické práce. Byl členem vědeckých rad a kolegií na fakultě, Univerzitě Komenského, v České i Československé akademii věd, předsedou a členem komisí pro obhajoby kandidátských a doktorských disertačních prací. Byl držitelem pamětní zlaté medaile Matematicko-fyzikální fakulty UK, Zlaté plakety SAV D. Štúra za zásluhy o rozvoj přírodních věd, Zlaté čestné plakety SAV D. Ilkoviče a medaile J. A. Komenského. Dostalo se mu i mezinárodního uznání: pamětní medaile Akademie věd SSSR – Interkosmos a Spojeného ústavu jaderných výzkumů v Dubně.